# Linia kolejowa nr 505
Linia kolejowa nr 505 – zelektryfikowana, jednotorowa linia kolejowa znaczenia miejscowego łącząca rozjazd nr 22 z rozjazdem nr 25 na stacji Warszawa Praga.
Linia stanowi łącznicę między linią kolejową nr 9 i linią kolejową nr 20. Łącznica ta umożliwia przejazd wagonów towarowych z kierunku stacji Warszawa Wschodnia Towarowa w kierunku stacji Warszawa Praga Towarowa.